# Trophonios
Trophonios (en grec ancien Τροφώνιος / Trophōnios) est, dans la mythologie grecque, un architecte légendaire et le héros de Lébadée en Béotie, où il possède un oracle qui se trouvait dans un sanctuaire du même nom.

## Mythe
Trophonios est généralement présenté comme le fils d'Erginos, roi d'Orchomène. D'autres traditions en font le fils d'Apollon. On lui attribue, avec son frère Agamède, la construction de plusieurs monuments : le quatrième temple d'Apollon pythien à Delphes, la maison d'Amphitryon à Thèbes, le trésor d'Hyriée à Hyrie (ou dans une variante minoritaire, celui d'Augias à Élis) et le temple de Poséidon à Mantinée.
L'ingéniosité des deux frères est à l'origine de leur perte : ils ménagent un passage secret dans le trésor commandé par le roi Hyriée. Il leur suffit de pivoter une pierre précise pour pénétrer dans la chambre forte et soutirer une partie des richesses qui y sont entreposées. Hyriée ne peut que constater la baisse de ses finances sans comprendre comment procède son voleur. Il fait appel à Dédale, qui installe un piège dans la pièce. La nuit suivante, Agamède s'y fait prendre. Son frère le tue et lui coupe la tête, pour éviter qu'on ne reconnaisse le corps. Dès qu'il sort, la terre s'entrouvre sous ses pieds et engloutit le fratricide.
Selon une autre version, plus ancienne mais moins répandue, les deux frères demandent à Apollon, après avoir bâti son temple à Delphes, de leur donner le bien le plus avantageux pour eux, sans donner de précision. Apollon leur répond qu'ils seront exaucés sous sept jours et, le jour dit, on les retrouve morts — en effet, la mort est le meilleur présent qu'un dieu puisse envoyer aux hommes.

## Oracle
Trophonios possède un oracle dès l'époque homérique. Le Trophonios est un sanctuaire oraculaire qui se trouvait dans la ville antique, à environ un kilomètre de la ville moderne, sur la rive droite de la rivière Hercyna. Le sanctuaire était dans un antre d'où jaillissaient deux sources: la source de l'Oubli (le Léthé) et celle de la Mémoire. La personne qui venait voir l'oracle buvait l'eau avant de poser sa question. On y pratiquait aussi des guérisons divinatoires (iatromantique), et le Trophonios était un centre important de cette pratique.
Au VIe siècle av. J.-C., Trophonisios fait partie de ceux qu'interroge Crésus quand il se demande s'il doit envahir l'Empire perse.
En -479, le général perse Mardonios, qui est resté en Thessalie avec 300 000 hommes après la défaite du roi Xerxès à Salamine, le fait consulter, ainsi que d'autres oracles.
En -371, les Thébains le consultent avant la bataille de Leuctres. Le philosophe Celse lui rend encore visite au IIe siècle.